# Léonce et Léna
 (février 2025).
Si vous disposez d'ouvrages ou d'articles de référence ou si vous connaissez des sites web de qualité traitant du thème abordé ici, merci de compléter l'article en donnant les références utiles à sa vérifiabilité et en les liant à la section « Notes et références ».
Léonce et Léna (Leonce und Lena - Ein Lustspiel) est une comédie en trois actes de Georg Büchner, écrite en 1836.

## Argument
Léonce, prince héritier, décide de s'enfuir avec son valet, Valério, afin d'échapper à un mariage avec une princesse inconnue. La princesse, Léna, aussi peu enchantée, s'enfuit également avec sa gouvernante. Lui ne veut pas rentrer dans le rang, elle refuse une union pour raison d’État. Leur fugue et leur destin se croisent, entre rêve et réalité, le temps d’un nocturne fantasque où se tissent le désir d’amour et le désir de mort. Le lendemain, sans savoir qui ils sont réciproquement, ils rentrent chacun de leur côté au château du père de Léonce où le mariage doit avoir lieu. Léonce et Léna finiront par se ranger à la place qui leur était assignée, en continuant à ignorer tout l’un de l’autre. C'est alors qu'ils apprennent à leur stupéfaction qui est l'autre. Le mariage a lieu, et dans la joie, Léonce et Léna étant amoureux l'un de l'autre.

## La philosophie dans l'œuvre
Tout le long de l'ouvrage, les dialogues entre Léonce et Valério, sur l'utilité de la vie ou sur la manière de la gagner (« Qui travaille est un gredin », nous annoncent les protagonistes), par exemple, nous font à la fois rire et réfléchir.
Léonce et Léna est une fausse comédie fleur bleue, qui traite (au second degré) de problèmes plus graves comme les inégalités sociales et nous laisse rire devant de jeunes gens désœuvrés issus de la haute société qui n'ont pour seul objectif que de « passer le temps. »
Le dialogue entre Valério et Léonce, au début de la pièce, est proche de celui entre Fantasio et Spark tiré du Fantasio d'Alfred de Musset publié trois ans auparavant.

## Éditions françaises
- Georg Büchner, Théâtre complet : La Mort de Danton. Léonce et Léna. Woyzeck, L'Arche, Paris, 1975 [1953]Traduction de Marthe Robert
- Georg Büchner (éd. Bernard Lortholary), Œuvres complètes, inédits et lettres, Seuil, coll. « Le don des langues », Paris, 1988  (ISBN 9782020100281)Traduction de Jean-Louis Besson et Jean Jourdheuil
- Georg Büchner, La Mort de Danton. Léonce et Léna. Woyzeck. Lenz, GF Flammarion, Paris, 1997  (ISBN 9782080708885)Traduction de Michel Cadot
- Georg Büchner, Léonce et Lena, L'Arche, coll. « Scène ouverte », Paris, 2004  (ISBN 9782851815729)Traduction de Bruno Bayen

## Représentations
- 1954 : théâtre de Mandragore, Paris, mise en scène de Wolfram Méhring, maison de l'Allemagne de la cité universitaire de Paris
- 1963 : Münchner Kammerspiele, Munich, mise en scène de Fritz Kortner
- 1982 : Festival d'Avignon, mise en scène de Jean-Louis Hourdin
- 2001 : Odéon-Théâtre de l'Europe, mise en scène de André Engel
- 2003 : Berliner Ensemble, Berlin, mise en scène de Robert Wilson, musique de Herbert Grönemeyer, avec Stefan Kurt et Nina Hoss
- 2007 : Mariaberger Heime et Theater Lindenhof Melchingen, mise en scène d'Oliver Moumouris et Stefan Hallmayer
- 2007 : théâtre national de Chaillot
- 2013 : théâtre de la Ville, mise en scène de Ludovic Lagarde
- 2018 : Théâtre du Maillon, mise en scène de Thom Luz

## Adaptations
- 1969 : Léonce et Léna, téléfilm de Guy Lessertisseur
- 1979 : Leonce und Lena, opéra de Paul Dessau
- 1995 : One World Production, film de Michael Klemm
- 2008 : Léonce et Léna, chorégraphie de Christian Spuck
- 2014 : Le Cas Léonce, adaptation et mise en scène de Félicité Chaton